# ESSE

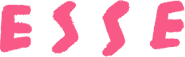
『ESSE』の題字

『ESSE』（エッセ）は、フジテレビジョンが編集発行、フジサンケイグループ傘下の扶桑社（旧 リビングマガジン）が発売する主婦向けの生活情報雑誌である。毎月2日発売。定価は570円（消費税込み、2020年7月号現在）。

## 概要
1981年に「リビングブック」の題号で創刊し、次号から「リビングマガジン」に改題。主婦のための料理・健康・育児・インテリアや経済に関する情報を掲載している。年間定期購読制度があり、購読料は6000円（消費税込み、送料は扶桑社負担）。
フジテレビ系の午前の情報番組『ノンストップ!』（一部地域は未放送）の料理コーナーで放送予定のレシピが掲載されている（「夕食ばんざい」から続くフジテレビ番組との連動連載）。

## テレビCM
フジテレビ発行の雑誌であるため、フジテレビ・関西テレビなど全国のFNS系列局のみで放送。また、フジテレビと取引関係がある系列外の青森テレビ、テレビ山梨、テレビ山口、四国放送にも流していることがある。
かつてはフジテレビの女性アナウンサーをCMに起用しており、長野智子、佐藤里佳、菊間千乃、松尾翠、松村未央などが出演していた。